# Олатунджи, Бабатунде
Бабатунде Олатунджи (7 апреля 1927 — 6 апреля 2003) — нигерийский барабанщик, Мастер игры на джембе, лидер группы Drums of Passion.

## Биография
Родился на юго-западе Нигерии, в штате Лагос. С раннего детства его окружала традиционная африканская музыка. Будучи ребенком, из журнала Reader’s Digest он узнал о возможности получить стипендию на обучение от фонда Ротари Интернэшнл и, воспользовавшись этой возможностью, в 1950 году отправился учиться в Morehouse College, США. Окончив колледж, Олатунджи поступил в Нью-Йоркский Университет, где стал изучать государственное управление. Учась в университете, он основал небольшую группу, состоящую из перкуссионистов. Большую роль в его музыкальной карьере сыграл Джон Колтрэйн. В 1957 Олатунджи начал сотрудничать со звукозаписывающей компанией Columbia Records. С помощью Колтрэйна он открыл Олатунджи Центр в Гарлеме. В 1959 Бабатунде Олатунджи выпустил первый из семи альбомов — Drums of Passion, который разошёлся тиражом больше пяти миллионов экземпляров. В 1969 Карлос Сантана выпустил кавер-версию композиции «Jin-go-lo-ba» с этого альбома, ставшую большим хитом. Название Drums of Passion закрепилось как название группы Олатунджи. В 1988 Drums of Passion выпустили альбом The Invocation, в следующем году — The Beat, в 1997 — Love Drum Talk, в 2005 (уже после смерти основателя и лидера группы) — Circle of Drums. Когда Олатунджи выступал перед Генеральной Ассамблеей ООН, Никита Хрущев снял обувь и стал танцевать. Бабатунде Олатунджи остался в истории не только как музыкант, но и как учитель и общественный деятель. В 2005 году в издательстве Temple University Press вышла его автобиография — The Beat Of My Drum.

### Награды
- В 1991 Олатунджи совместно с Mickey Hart’s Planet Drum projects получил Грэмми за лучший альбом в стиле World music (премия в этой номинации вручалась впервые).[3]
- В 2001 включен в Percussive Arts Society Hall of Fame.[4]